# Волонтери Уједињених нација
Програм Волонтери Уједињених нација (УНВ) (енгл. United Nations Volunteers) је агенција Уједињених нација која распоређује међународне добровољце који директно пружају подршку партнерима УН на терену. УНВ је под вођством Програма УН за развој (УНДП), са седиштем у Бону и оперише кроз канцеларије УНДП у свакој земљи. 
УНВ је основан од стране Генералне скупштине УН 1970. године. Добровољци долазе из развијених и земаља у развоју, али је већина данас (70%) из земаља у развоју. Идентификацију, интервјуисање и давање задатака волонтерима често обавља агенција за сарадњу у њиховој земљи. 
Од 1971. УНВ је послао преко 30.000 добровољаца да раде на широком спектру пројеката у 140 земаља у развоју.